# Kin San Wu

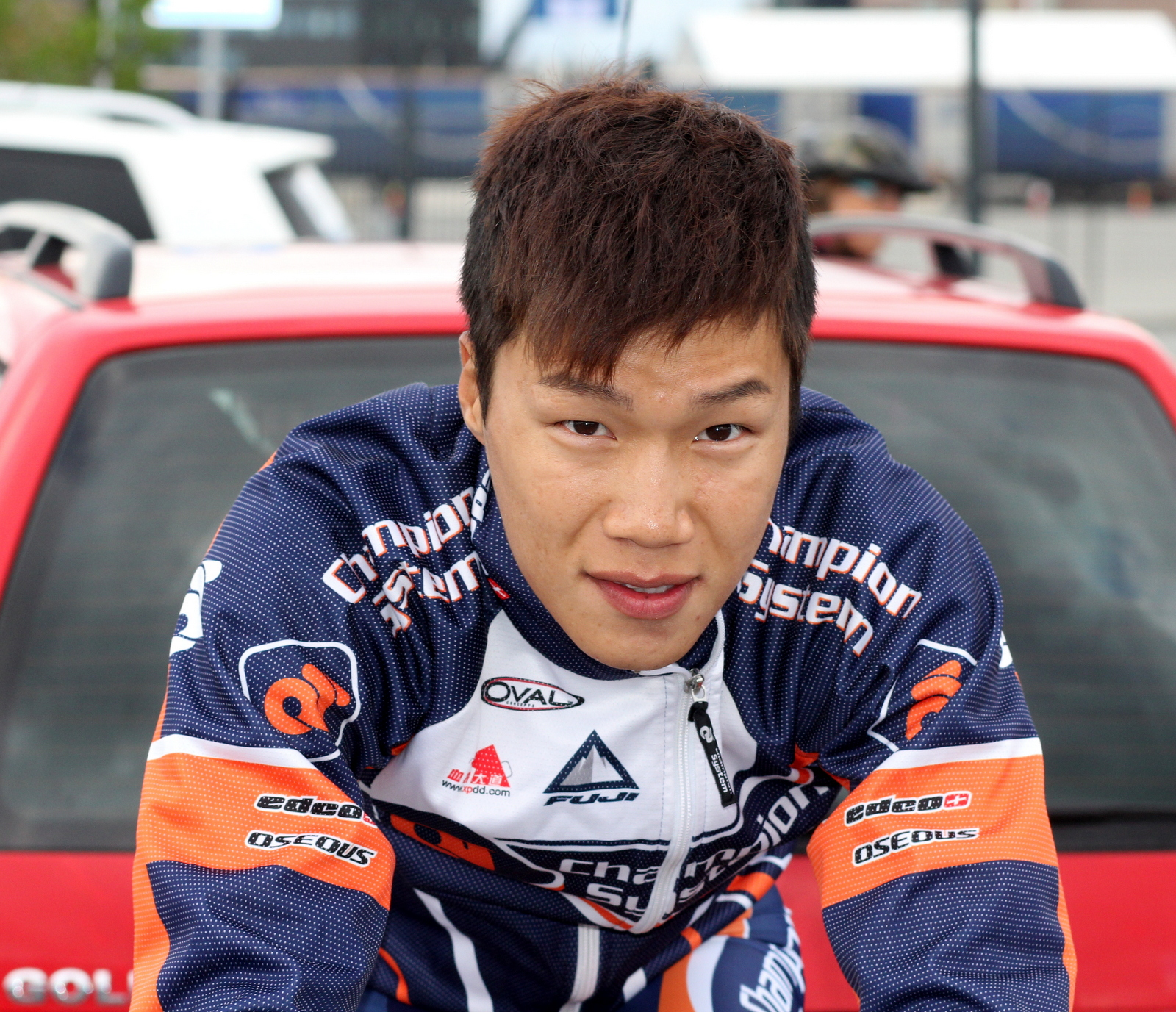
Kin San Wu (2013)

Kin San Wu (chinesisch 胡健燊, Pinyin Hú Jiàngshēn, Jyutping Wu4 Gin6san1; * 4. Mai 1985) ist ein hongkong-chinesischer Radrennfahrer.
Wu gewann im Jahr 2005 die Gesamtwertung und drei Etappen der Tour of South China Sea. Im Herbst 2006 fuhr Wu für das italienische ProTeam Lampre-Fondital als Stagiaire, erhielt anschließend jedoch keinen regulären Vertrag. Im darauffolgenden Jahr wurde Hongkong-Straßenmeister der U23. Er vertrat sein Land bei den Olympischen Sommerspielen 2008 und belegt Rang 89 im Straßenrennen. Nachdem er in den Jahren 2011 bis 2013 für das Champion System Pro Cycling Team fuhr, das zuletzt eine Lizenz als Professional Continental Team besaß, hatte er anschließend keinen Vertrag mehr bei einem internationalen Radsportteam. Er fuhr jedoch weiter Radrennen und gewann 2014 kleinere Etappenrennen der nationalen Radsportkalender von Hongkong und Thailand.

## Erfolge
2005
- Gesamtwertung und drei Etappen Tour of South China Sea

2007
- Nationaler Meister – Straßenrennen (U23)

## Teams
- 2005 Purapharm
- 2006 Purapharm
- 2006 Lampre-Fondital (Stagiaire)
- 2007 Hong Kong Pro Cycling
- 2008 HSBC Hong Kong Team
- 2009 Hong Kong Team
- 2010 Hong Kong Team
- 2011 Champion System
- 2012 Champion System
- 2013 Champion System